# Horst Kummeth
Horst Kummeth (* 27. Dezember 1956 in Forchheim) ist ein deutscher Fernseh- und Theaterschauspieler, Regisseur, Dreh- und Kinderbuchautor.

## Leben
Aufgewachsen in Garmisch-Partenkirchen, besuchte er eine Wirtschaftsschule und nahm Schauspielunterricht unter anderem im Zinner-Studio in München. Horst Kummeth hat eine klassische Gesangsausbildung. Mit seiner Ehefrau Eva Kummeth hat er zwei Töchter und lebt in München.
Neben seiner Tätigkeit als Schauspieler schrieb Horst Kummeth zusammen mit seiner Ehefrau seit mehr als 20 Jahren über 80 Fernsehdrehbücher. Teilweise führt er bei deren Umsetzung auch die Regie.
Kummeth führte 1991 in der zweiten Staffel Ein Schloß am Wörthersee die Regie.
Deutschlandweit bekannt wurde Horst Kummeth vor allem durch die Serie Wildbach in seiner Rolle als Conny Leitner, wo er an der Seite von Siegfried Rauch spielte. Des Weiteren hatte er eine Rolle in der Serie Forsthaus Falkenau als Waldbauer Stefan Brenner.
2005 erschien das Kinderbuch „Lucius und der Dämon des Verderbens“, das Kummeth ebenfalls zusammen mit seiner Frau schrieb.
Ab der ersten Folge im Jahr 2007 bis 2024 war er in der bayerischen Serie Dahoam is Dahoam in der Rolle des fränkischen Apothekers Roland Bamberger zu sehen.

## Filmografie (Auswahl)

### Fernsehen
- 1983: Die fünfte Jahreszeit (Mini-Serie, Regie: Reinhard Schwabenitzky, mit Dietmar Schönherr, Werner Stocker, und Hans Clarin)
- 1984: Rambo Zambo (mit Eddie Constantine, Walter Sedlmayr und Peter Kern)
- 1984: Der eiserne Weg (Mini-Serie, Regie: Wolfgang Staudte, mit Werner Kreindl, Arthur Brauss und Werner Asam)
- 1984: Frevel (Regie: Peter Fleischmann, mit Balduin Baas)
- 1985: Politik und Führerschein (Regie: Olf Fischer, Max Grießer, Katharina de Bruyn, Maria Singer)
- 1985: Oliver Maass (Jugendserie)
- 1987: Hans im Glück (Fernsehserie)
- 1987: Tatort – Gegenspieler (Fernsehreihe)
- 1988: Crash – Regie: Tom Toelle (mit Matthias Habich)
- 1988: Polizeiinspektion 1 – Die Erbschaft
- 1989–1990: Forstinspektor Buchholz (Serie mit Karin Eickelbaum und Jochen Busse)
- 1993–1997: Wildbach
- 1999: Dr. Stefan Frank – Der Arzt, dem die Frauen vertrauen – Und führe mich nicht in Versuchung
- 2001: Der Bulle von Tölz: Bullenkur
- 2003–2005: Die Rosenheim-Cops (Krimiserie, 23 Folgen)
- 2004: Der Bulle von Tölz: Wenn die Masken fallen
- 2005–2007: Forsthaus Falkenau
- 2007–2024: Dahoam is Dahoam
- 2008: Die Rebellin, Regie: Ute Wieland
- 2010: Garmischer Bergspitzen (Fernsehfilm, auch Drehbuch)
- 2025: In aller Freundschaft – Die jungen Ärzte (Fernsehserie, Folge (K)ein Morgen)
- Gastauftritte unter anderem in München 7, Café Meineid, SOKO 5113, Der Bulle von Tölz, Derrick, Tatort und Der Kaiser von Schexing

### Kino
- 2010: Nanga Parbat (in der Rolle des Vaters von Günther und Reinhold Messner)

### Drehbücher
- 1987: Hans im Glück (auch Darsteller)
- 1992: Hurenglück
- 1992: Mutter mit 16 (auch Regie)
- 1995: Mutter mit 18 (auch Regie)
- 1995: Die Russenhuren – Visum in den Tod (zusammen mit Eva Kummeth)
- 1999: Die Hässliche (zusammen mit seiner Ehefrau Eva Kummeth)
- 2001: … und plötzlich wird es dunkel in meinem Leben (zusammen mit seiner Ehefrau Eva Kummeth)
- 2005: Liebe hat Vorfahrt (zusammen mit seiner Ehefrau Eva Kummeth)
- 2009: Am Kap der Liebe – Unter der Sonne Uruguays  (zusammen mit seiner Ehefrau Eva Kummeth)
- 2009: Garmischer Bergspitzen (zusammen mit seiner Ehefrau Eva Kummeth)
- 2009: Mein Nachbar, sein Dackel & ich (zusammen mit seiner Ehefrau Eva Kummeth)
- 2010: Eine Sennerin zum Verlieben (mit Eva Kummeth)

## Auszeichnungen
- 2016: Forchheimer Kulturpreis Triton[2]